# Ordine al merito militare del Württemberg
L'Ordine al Merito Militare del Württemberg (in tedesco Württembergisher Militärverdienstorden) fu un ordine militare del Regno del Württemberg, come stato membro del Sacro Romano Impero.

## Storia
L'Ordine venne fondato l'11 febbraio 1759 dal Duca Carlo II Eugenio di Württemberg col nome di Militär-Carls-Orden, ma venne rinominato in Württembergisher Militärverdienstorden l'11 novembre 1806 dal Re Federico I. L'ordine cadde definitivamente in disuso dopo la caduta dell'Impero nella prima guerra mondiale.

## Classi
L'ordine si suddivideva in tre classi:
- Cavaliere di Gran Croce (Großkreuz)
- Commendatore (Kommandeurkreuz)
- Cavaliere (Ritterkreuz).

Generalmente ciascuna classe era propedeutica all'altra. Tra il 1799 ed il 1919 vennero conferite 95 gran croci, 214 croci da commendatore e 3.128 croci da cavaliere, la maggior parte delle quali nel corso della prima guerra mondiale, soprattutto a personaggi nativi del Württemberg.
| 1759-1818/1914-1917 |              |                         |
| Cavaliere           | Commendatore | Cavaliere di Gran Croce |

| 1818-1914 |              |                         |
| Cavaliere | Commendatore | Cavaliere di Gran Croce |

| 1917-1918 |              |                         |
| Cavaliere | Commendatore | Cavaliere di Gran Croce |

## Descrizione delle insegne
La medaglia dell'ordine era costituita da una croce patente dorata e smaltata di bianco con le braccia curvate ed con gli angoli concavi. Attorno al medaglione centrale, una fascia blu circolare con inciso in oro il motto "Furchtlos und treu" ("Temerario e leale"). Sul davanti, il medaglione porta una corona d'alloro. Sul retro si trova il monogramma del Re del Württemberg al tempo del conferimento dell'ordine. A partire dal 1870, inoltre, la Gran Croce e la croce di Commendatore vennero sormontate da una corona reale, che venne estesa a tutti i gradi dell'ordine a partire dal 25 settembre 1914.
La placca dell'ordine, concessa solo alle gran croci, consisteva in una stella d'argento ad otto punte, raggiata, che riportava l'immagine frontale del medaglione.
Il nastro dell'ordine fu, sino al 1818 e dopo il 1914, giallo bordato di nero ai lati. Dopo il novembre del 1917, il nastro venne portato color verde. Dal 1818 al 1914 il nastro fu blu.

## Insigniti notabili
- Alberto del Württemberg
- Gottlob Berger
- Oswald Boelcke
- Nikolaus zu Dohna-Schlodien
- Wilhelm Groener
- Paul von Hindenburg
- Franz Ritter von Hipper
- Erich Ludendorff
- Helmuth von Moltke the Elder
- Karl August Nerger
- Manfred von Richthofen
- Erwin Rommel
- Rupprecht di Baviera
- Reinhard Scheer
- Hugo Sperrle
- Julius von Verdy du Vernois
- Otto Weddigen
- Arthur Wellesley, I duca di Wellington